# Somos... Timbiriche 25
Somos... Timbiriche 25 es el primer álbum en vivo de la gira de Timbiriche 25 (2007-2008).Los integrantes fueron Alix Bauer, Diego Schoening, Erik Rubín, Mariana Garza, Sasha Sokol y Benny.
Este disco es parte de lo que sería el siguiente álbum grabado en vivo.

## Lista de canciones
1. Y La Fiesta Comenzó          5:08
2. Corro Vuelo, Me Acelero      4:05
3. Princesa Tibetana            5:16
4. Mírame [Cuestión de Tiempo]  3:48
5. La Vida Es Mejor Cantando    4:01
6. La Banda Timbiriche          3:40
7. Junto a Ti                   3:12
8. Besos de Ceniza              3:59
9. Tú y Yo Somos Uno Mismo      4:12
10. Con Todos Menos Conmigo      4:49
11. México                       3:52

## Integrantes
- Diego, Mariana, Benny, Alix, Sasha, Erik.

- Datos: Q60825602